# Pierre Paris
Pour les articles homonymes, voir Paris (homonymie).
Marie Joseph Pierre Paris, né le 15 janvier 1859 à Rodez et mort le 17 mars 1931 à Madrid, est un archéologue et hispaniste français.

## Biographie
Fils d'un professeur de lycée, Pierre Paris s'oriente vers une carrière universitaire. Il commence sa carrière en intégrant l'École normale supérieure. Une fois diplômé, il devient membre de l'École française d'Athènes entre 1882 et 1885,. À partir de 1899, date de la création du bulletin, il codirige avec Ernest Mérimée (es) et Alfred Morel-Fatio le Bulletin hispanique. Sa notoriété lui vaut d'être nommé directeur de l'École des beaux-arts de Bordeaux de 1898 à 1913.
Il est nommé chevalier de la Légion d'honneur en 1903 puis officier du même ordre en 1919 . Il prend la présidence de la Société Archéologique de Bordeaux en 1903. Il devient membre de l'Académie des inscriptions et belles-lettres en 1920. 

### L'archéologue hispaniste
Installé à Bordeaux, il devient chargé d'un cours complémentaire de langues et littérature grecque. À la suite de sa soutenance de doctorat en 1886, il devient maître de conférence d'une chaire en archéologie et institutions grecques à la Faculté des Lettres.
Pierre Paris oriente son champ de compétences sur l'art et l'archéologie de l'Espagne. En août 1897, il découvre le célèbre buste de la Dame d'Elche, (moulage disponible dans la galerie photographique de la rubrique Fonds Paris). En 1909 et à la suite de sa collaboration à la fondation du musée archéologique de la Faculté des Lettres, il est nommé directeur de l'École des Hautes Études Hispaniques crée par l'Université de Bordeaux à Madrid. Ses nombreuses études et recherches sont publiées dans Promenades archéologiques en Espagne ayant fait l'objet de multiples éditions à partir de 1910.
Son intérêt pour les études hispaniques l'amène à diriger entre 1917 et 1919 les travaux de Gaston Etchegoyen, hispaniste spécialisé dans la mystique.
À partir de 1923, Pierre Paris quitte la France pour rejoindre Valladolid au Nord-Ouest de l'Espagne d'où il entretient une correspondance avec sa famille restée à Bordeaux. Nombre de ses lettres furent par la suite publiées dans le journal bordelais La Petite Gironde. De 1928 à 1931, il est le premier à occuper le poste de directeur de la Casa de Velázquez.

## Faculté des Lettres de Bordeaux

### Le Musée archéologique
|  |

|  |

À la suite de l'intégration de l'archéologie et de l'histoire de l'art dans les disciplines universitaires, la Faculté des Lettres de Bordeaux est la première université à ouvrir un musée archéologique le 21 décembre 1886. Dans la même veine que le musée de Sculpture Comparée (actuellement Musée des monuments français) crée en 1879 par Eugène Viollet-le-Duc et ouvert en 1882 à Paris, le musée universitaire se dote d'une grande collection de moulages antiques associés à des photographies, des livres illustrés et des objets provenant de fouilles archéologiques. Pour conserver les nombreux moulages, Louis Liard (1846-1917) et Maxime Collignon (1849-1917) seront les instigateurs de l'aménagement d'un nouvel espace exclusivement consacré aux collections archéologiques. Le nouveau bâtiment de la Faculté des Lettres abritant le musée est alors fondé au 20 Cours Pasteur à Bordeaux à l'emplacement de l'actuel musée d'Aquitaine. Les œuvres, classées par périodes, seront réparties entre la « salle du musée » avec les sculptures grecques et romaines, l'ancienne salle des collections archéologiques avec le double fronton du temple de Zeus d'Olympie et trois salles consacrées à l'art archaïque.
Pierre Paris est alors désigné maître d'ouvrage du musée archéologique pour renouveler le champ disciplinaire de l'archéologie au sein de l'université en mélangeant érudition avec les enseignements, observation avec les collections et expérimentation avec les travaux pratiques. En effet, la fondation du nouveau musée se veut comme « perspective historique mettant en regard l'élaboration d'une pédagogie, la conception de nouveaux bâtiments et la construction d'une discipline universitaire ». Le nouvel enseignement voulu par Pierre Paris l'entraîne avec ses étudiants dans la rédaction du Catalogue méthodique des moulages des œuvres de sculpture grecque édité en deux fascicules en 1889 et 1890. Le professeur mêle donc dans ses enseignements la théorie avec les cours magistraux en art et archéologie antique, et la pratique avec l'étude et l'analyse des moulages sculptés ou de la photographie à partir de vues projetés.

### Le Fonds Paris
Les collections du musée archéologique de la Faculté des Lettres de Bordeaux sont enrichies grâce à Pierre Paris par un millier de photographies dès 1889 à plus de quatre milles aujourd'hui. Ce fonds comporte des épreuves sur papier albuminé, des épreuves sur papier baryté et des photogravures réalisées à la fin du XIXe et au début du XXe siècle. Les sujets photographiés concernent de reproductions d’œuvres, des vues d'architecture et des paysages. Même si le musée de la faculté est axé sur la période antique, ce fonds couvrent toutes les périodes historiques allant du Néolithique à l'Époque contemporaine. De même que les ères chronologiques, les lieux photographiés concernent l’Égypte, la Palestine, la Syrie, la Turquie, la Grèce, l'Italie, l'Espagne et la France pour les vues architecturales, ainsi que les grands musées européens d'Italie, d'Espagne, de France, d'Angleterre, de Belgique, des Pays-Bas, d'Allemagne, d'Autriche et de Russie pour les reproductions d’œuvres d'art. Plusieurs professionnels de différentes nationalités participent à l'enrichissement de ce fonds par diverses prises photographiques d'architectures, de sculptures et de peintures dans les divers pays et musées.

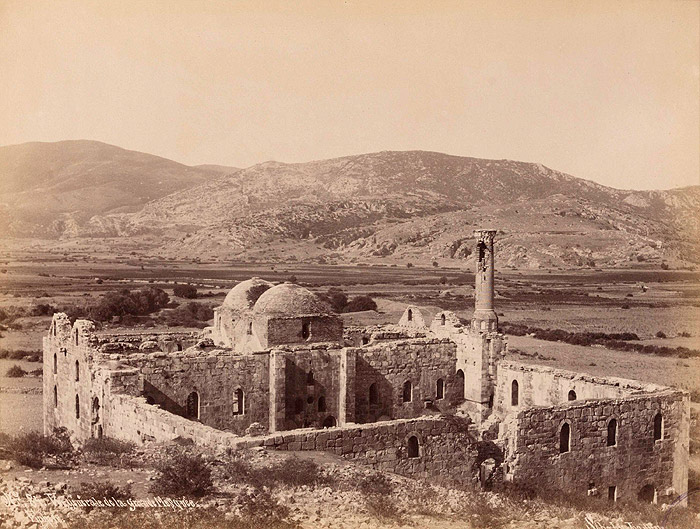
Pascal Sébah, Mosquée à Ephèse (Turquie). Collection photographique universitaire de Bordeaux Montaigne.
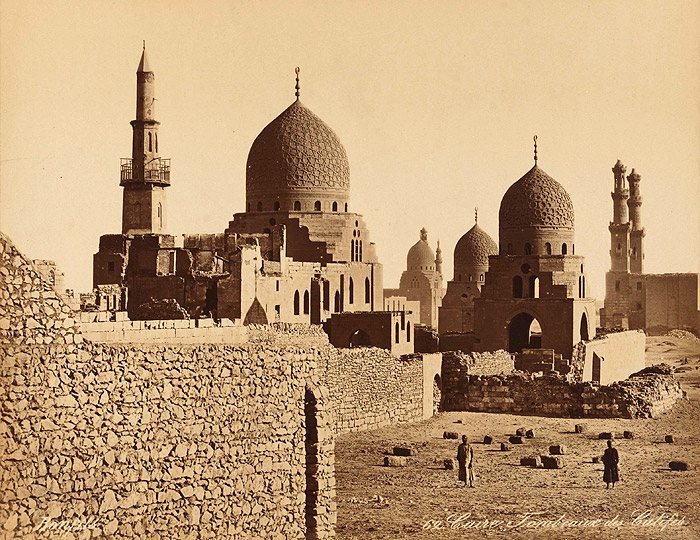
Félix Bonfils, Tombeaux des Califes au Caire (Egypte). Collection photographique universitaire de Bordeaux Montaigne
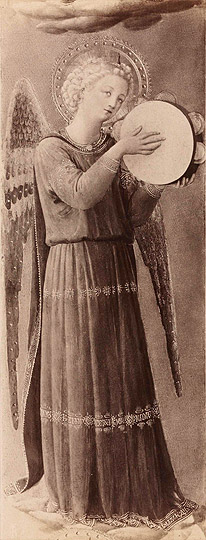
Leopoldo Alinari, Ange musicien de Fra Angelico, galerie des Offices de Florence (Italie). Collection photographique universitaire de Bordeaux Montaigne
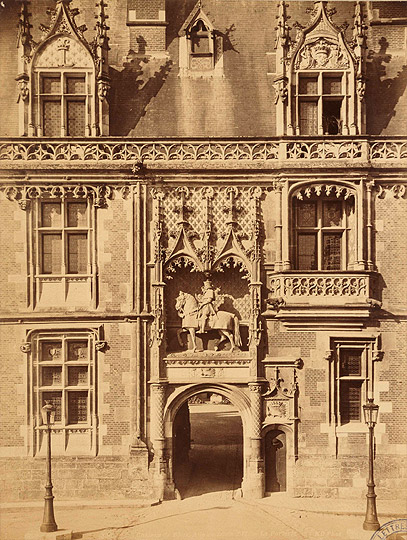
Séraphin-Médéric Mieusement, Château de Blois (Loir-et-Cher). Collection photographique universitaire de Bordeaux Montaigne
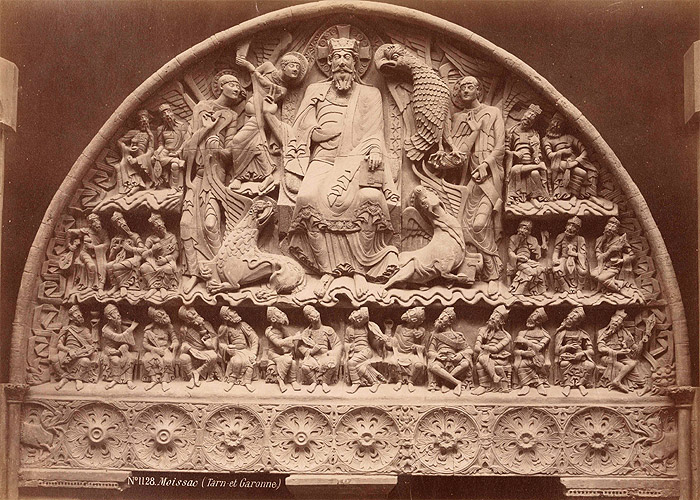
Séraphin-Médéric Mieusement, Eglise Saint-Pierre de Moissac (Tarn-et-Garonne). Collection photographique Universitaire de Bordeaux Montaigne
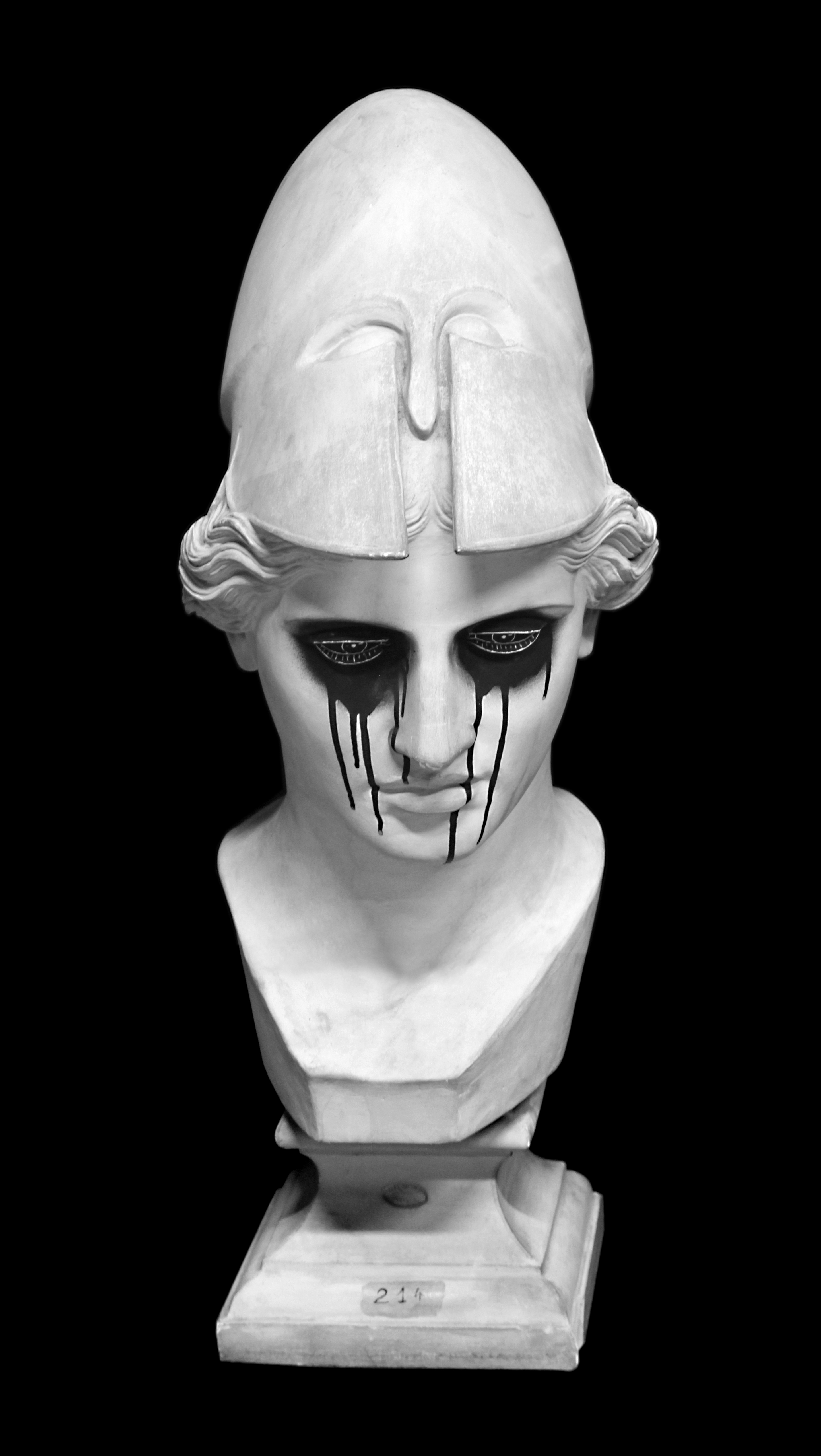
Moulage d'Athéna dite "Pallas de Velletri" vandalisée. Collection moulages antiques
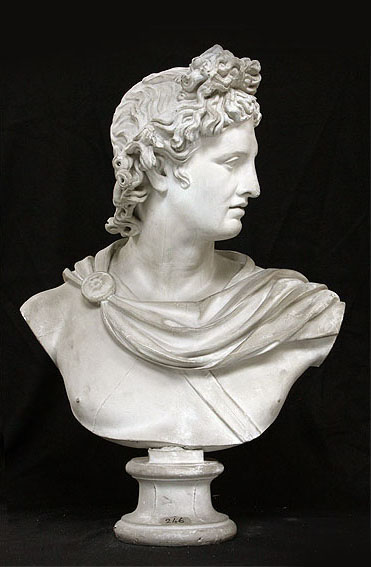
Moulage de l’Apollon du Belvédère. Collection moulages antiques
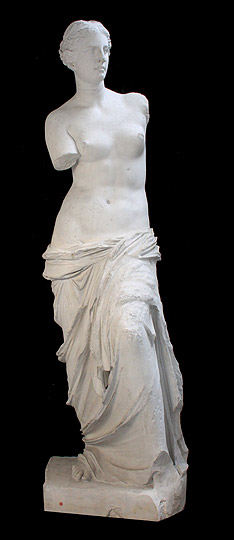
Moulage d'Aphrodite, dite Vénus de Milo. Collection moulages antiques
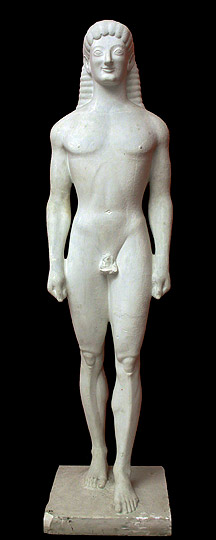
Moulage de l'Apollon de Ténéa. Collection moulages antiques
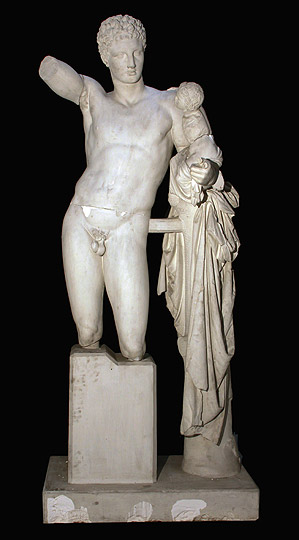
Moulage de l'Hermès d'Olympie. Collection moulages antiques
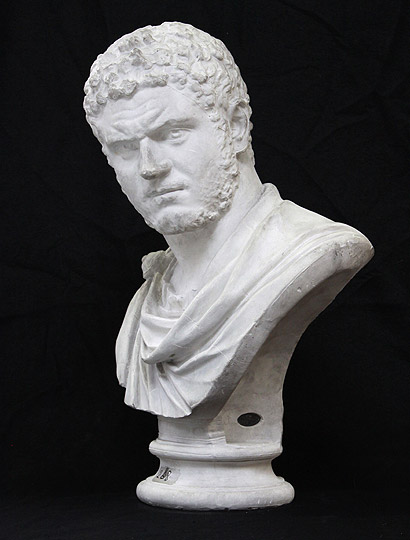
Moulage du Buste de Caracalla. Collection moulages antiques
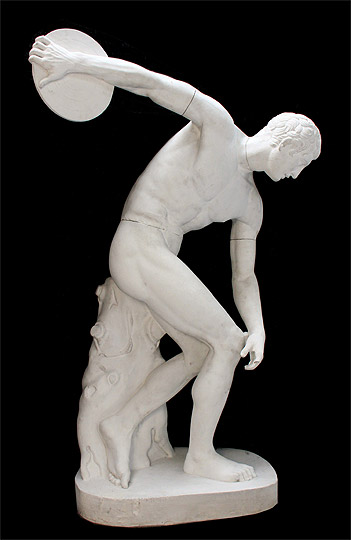
Moulage du Discobole de Myron. Collection moulages antiques
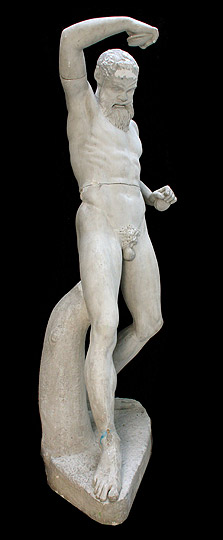
Moulage du Marsyas de Myron. Collection moulages antiques
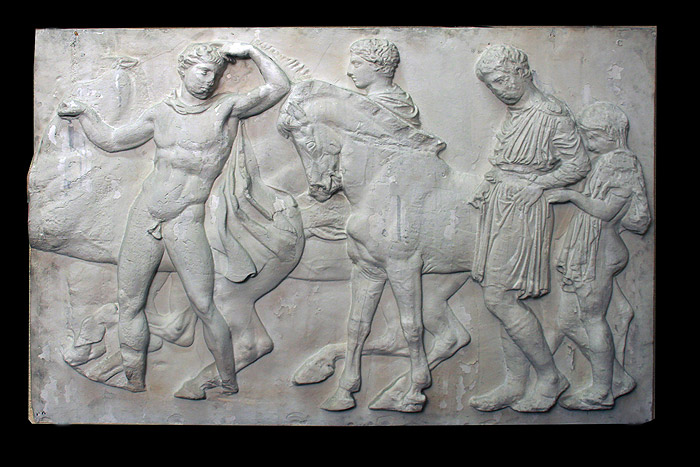
Moulage du Parthénon, frise Nord, relief XLII : Procession des Panathénées. Collection moulages antiques
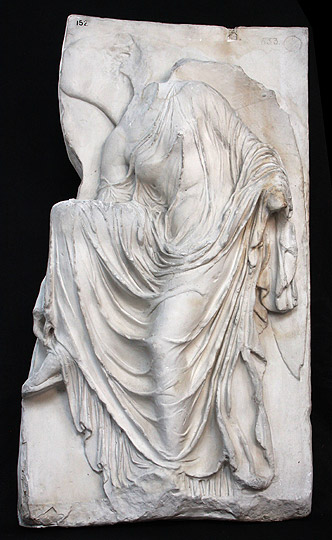
Moulage du temple d'Athéna Niké, Athènes, relief du parapet : Niké détachant sa sandale avant d'entrer dans le sanctuaire. Collection moulages antiques
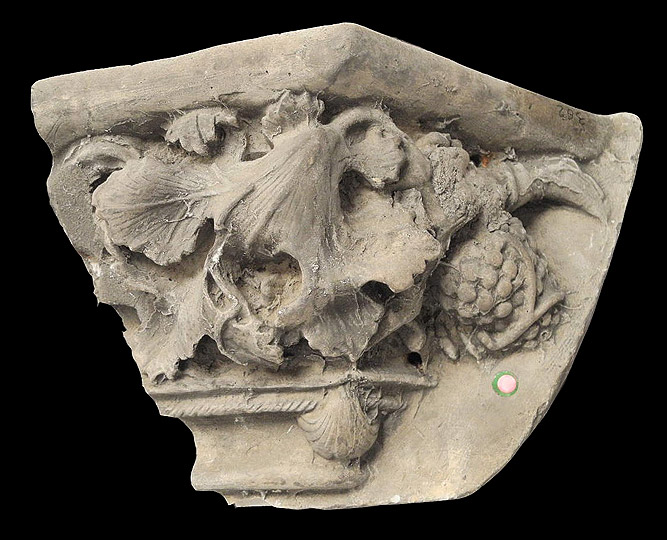
Moulage de sculpture architecturale - chapiteau. Collection moulages médiévaux
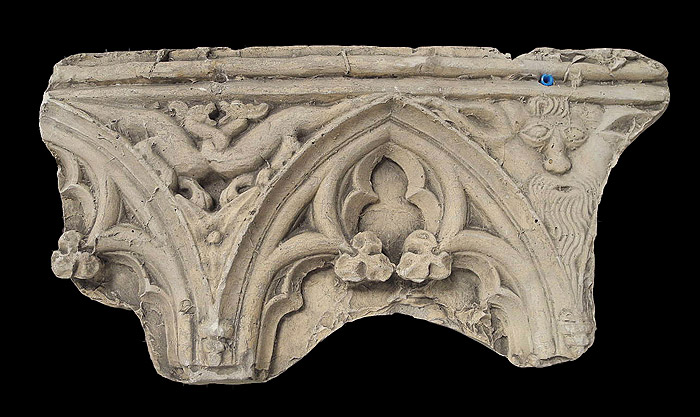
Moulage de sculpture architecturale - deux arcatures gothiques. Collection moulages médiévaux
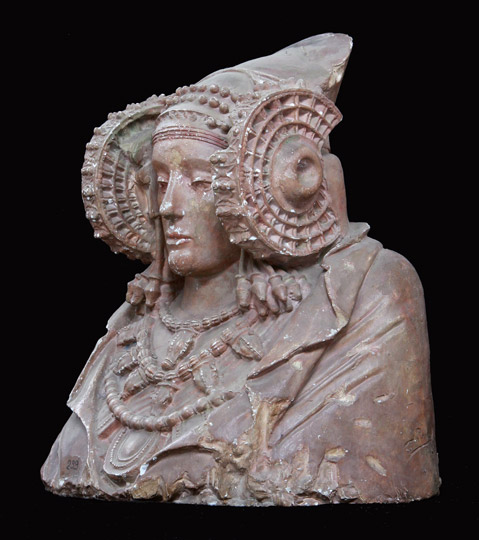
Moulage de la Dame d’Elche. Collection moulages ibériques

## Centre Pierre Paris
Sous l'impulsion de Pierre Paris, les études sur la péninsule Ibérique deviennent importantes au sein de la Faculté des Lettres de Bordeaux dès le début du XXe siècle. Ce n'est qu'à la fin du XXe siècle, en 1974, que le Centre Pierre Paris est fondé en association avec le Centre National de la Recherche Scientifique (CNRS) et rattaché à l'Université Bordeaux III. Le centre est initié par Robert Étienne, historien de l'Antiquité romaine et directeur de 1973 à 1987.
Le centre rassemble des chercheurs évoluant dans différents domaines d'étude que ce soit l'archéologie, l'archéologie sous-marine, l'histoire, l'épigraphie latine et grecque, la numismatique et la céramologie. Cependant, ils se retrouvent autour d'une thématique commune à savoir l'étude historique de la péninsule Ibérique à l'époque romaine sur le point de l'acculturation des peuples. En 1980, la zone géographique étudiée s'élargit pour inclure les régions de l'Aquitaine, de l'Italie et de l'Adriatique.
À partir des années 1980, le centre acquiert une renommée nationale et internationale en formant avec sept autres équipes un Groupement d'Intérêt Scientifique nommé "Maison des Pays Ibériques" (GIS 15). Le centre participe ainsi à deux projets du GIS entre 1982 et 1985 : l'Atlas culturel des villes antiques de la péninsule Ibérique et les Relations entre Aquitaine et péninsule Ibérique. Enfin, voulant être reconnu comme une référence dans les études ibériques en ayant un grand fonds documentaire, le Centre Pierre Paris publie vingt-cinq corpus entre 1992 et 1996. 
Au sein de la Maison de l'archéologie de l'Université Bordeaux III, le Centre Pierre Paris s'associe au Centre Georges Radet fondé en 1980. Contrairement, au Centre Pierre Paris qui axe ses recherches sur l'Europe occidentale d'époque antique, le Centre Georges Radet étudie la Grèce antique et la culture hellénistique à travers les territoires de l'Asie Mineure (Turquie) et de la Méditerranée orientale. Georges Radet (1859-1941) est épigraphiste, archéologue et historien. Il est, de 1888 à 1934, professeur d'histoire grecque à la Faculté des Lettres de Bordeaux.

## Ouvrages

### Publications
- Catalogue méthodique des moulages des œuvres de sculpture grecque rédigé par un groupe d'étudiants, Bordeaux, 1889-1890
- Promenades archéologiques en Espagne. [III]. Osuna, Paris : Fontemoing / Bordeaux : Feret, 1908
- Promenades archéologiques en Espagne. [V]. Numance, Paris : Fontemoing / Bordeaux : Feret, 1909
- Promenades archéologiques en Espagne. [1]. Altamira, le Cerro de Los Santos, Elche, Carmona, Osuna, Numance, Tarragone, Paris : E. Leroux, 1910
- Promenades archéologiques en Espagne. [2]. Antéquéra, Alpéra et Méca, Emporion, Sagonte, Mérida, Bolonia, le Palais de Liria à Madrid, Paris : E. Leroux, 1921
- Promenades archéologiques en Espagne. Le musée archéologique national de Madrid, Paris : Les Editions d'art et d'histoire, 1936